# 裂果金花
裂果金花（学名：Schizomussaenda dehiscens）为茜草科裂果金花属下的一个种。